# Подшумлянцы
Подшумлянцы (укр. Підшумлянці) — село в Большовцевской поселковой общине Ивано-Франковского района Ивано-Франковской области Украины.
Население по переписи 2001 года составляло 181 человек. В 2024 году осталось менее 30 жителей. Занимает площадь 4,663 км². Почтовый индекс — 77123. Телефонный код — 03431.